# Trame bleue
La notion de trame bleue désigne généralement le réseau écologique et écopaysager constitué par les cours d'eau (dont le continuum fluvial) et les zones humides adjacentes ou en dépendant.
L'Europe a produit des Lignes directrices pour la constitution de réseaux écologiques fluviaux .

En France, la « Trame bleue » est la partie de la « Trame verte et bleue » qui concerne directement l'eau et les zones humides.

Elle fait partie depuis 2007 un des grands projets nationaux français issus du Grenelle de l'Environnement et devrait devenir avec les SDAGE un des outils majeurs de restauration écologique du territoire pour la France. Elle doit être déclinée dans les documents d'urbanisme.

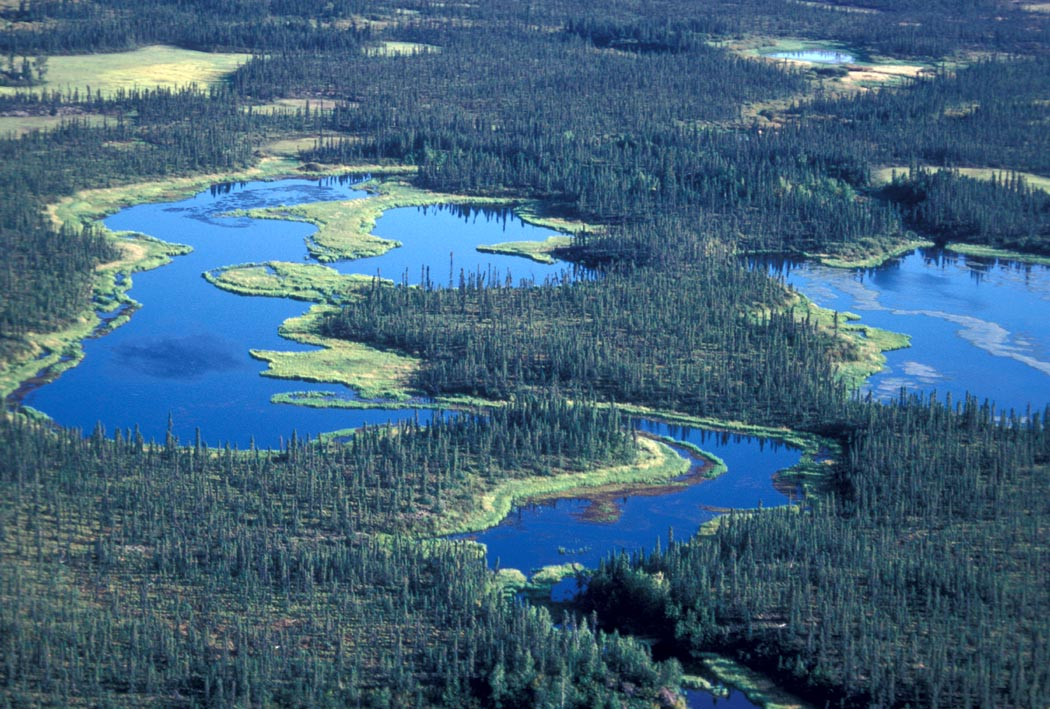
La trame bleue inclut les milieux aquatiques, mais aussi toutes les ceintures de végétation qui caractérisent le gradient de zones humides

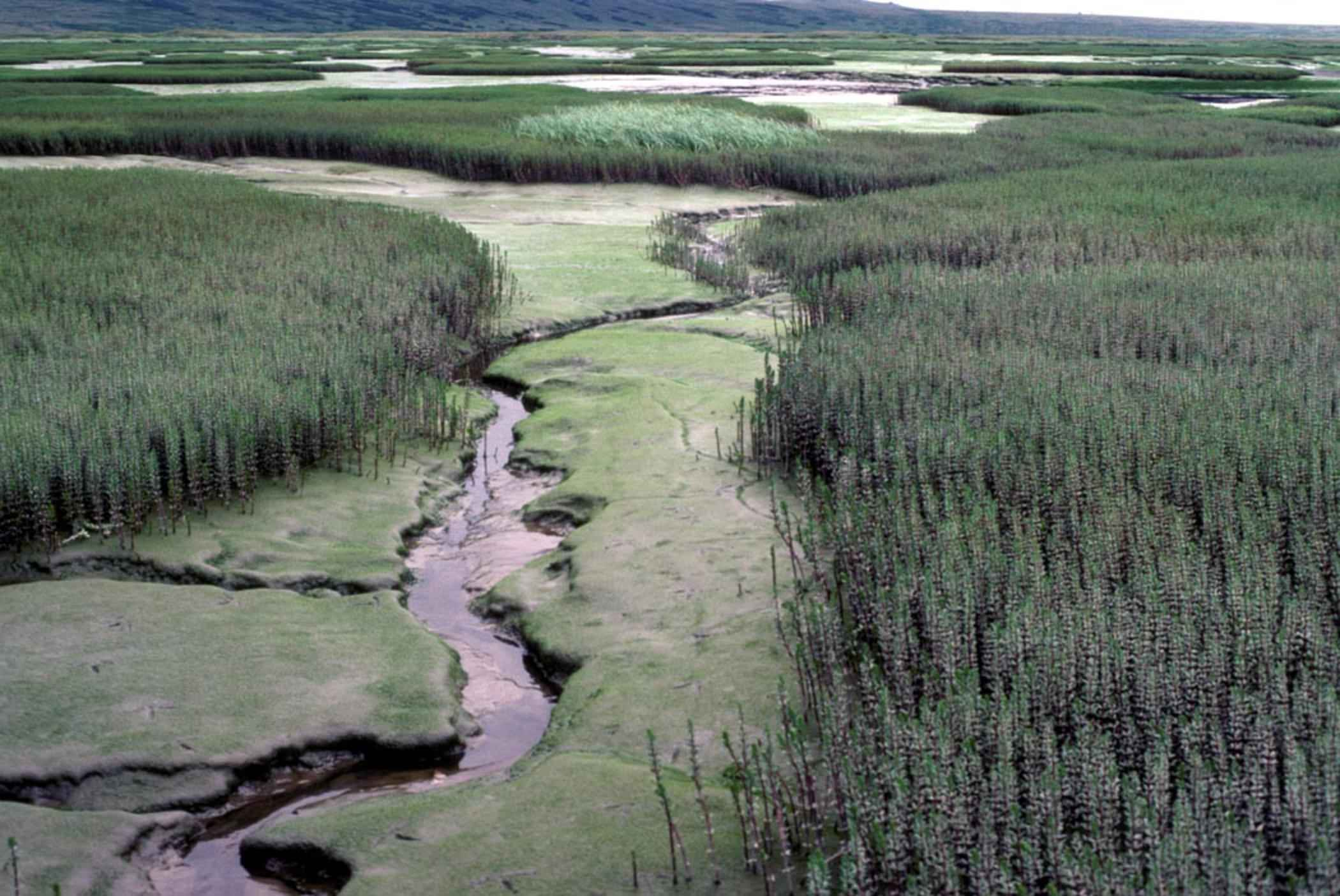
La trame bleue inclut aussi des milieux complexes et de transition tels que les estuaires.

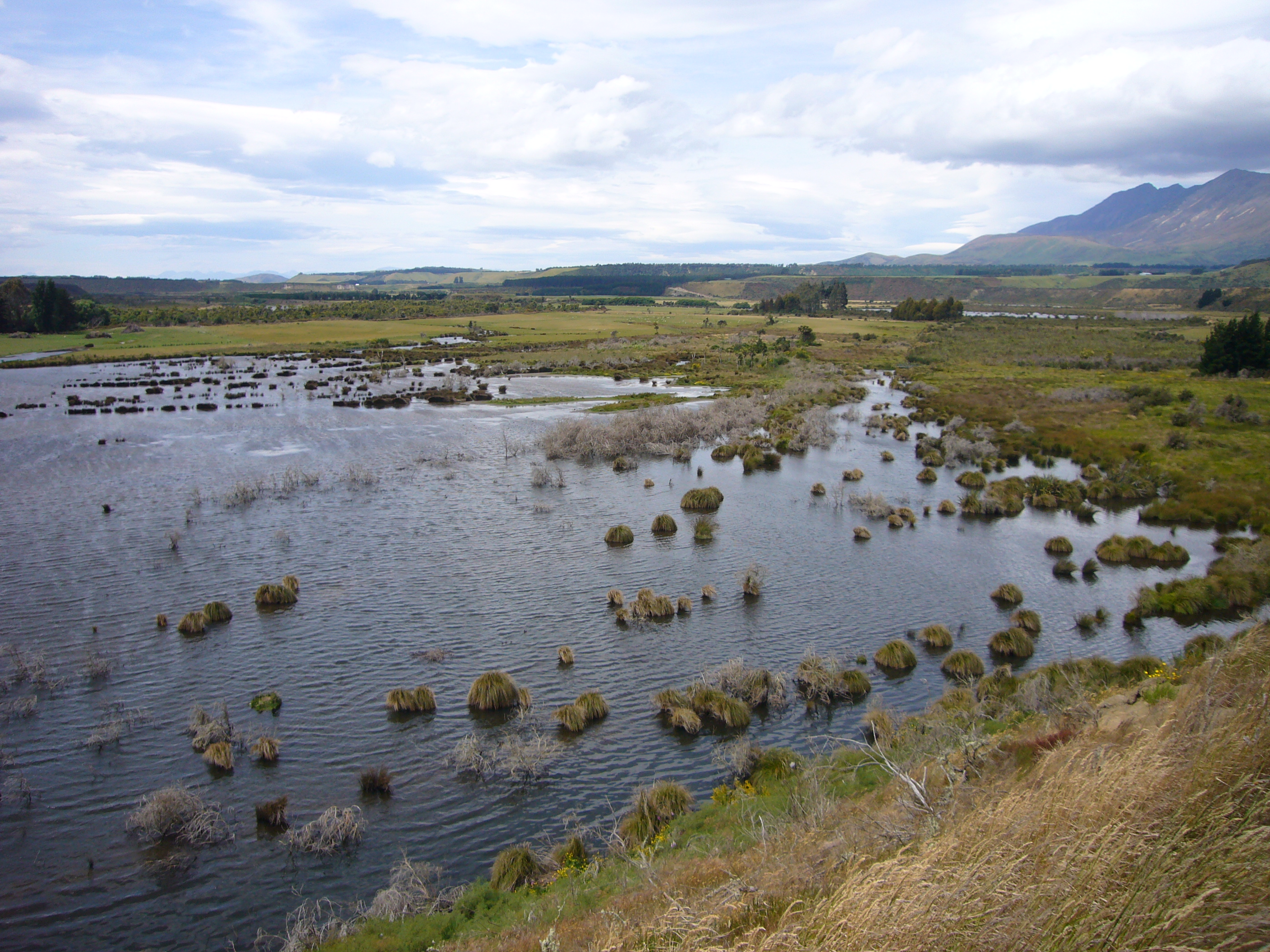
Les zones humides naturelles sont caractérisées par des bordures (écotones) complexes qu'il conviendra parfois de restaurer.

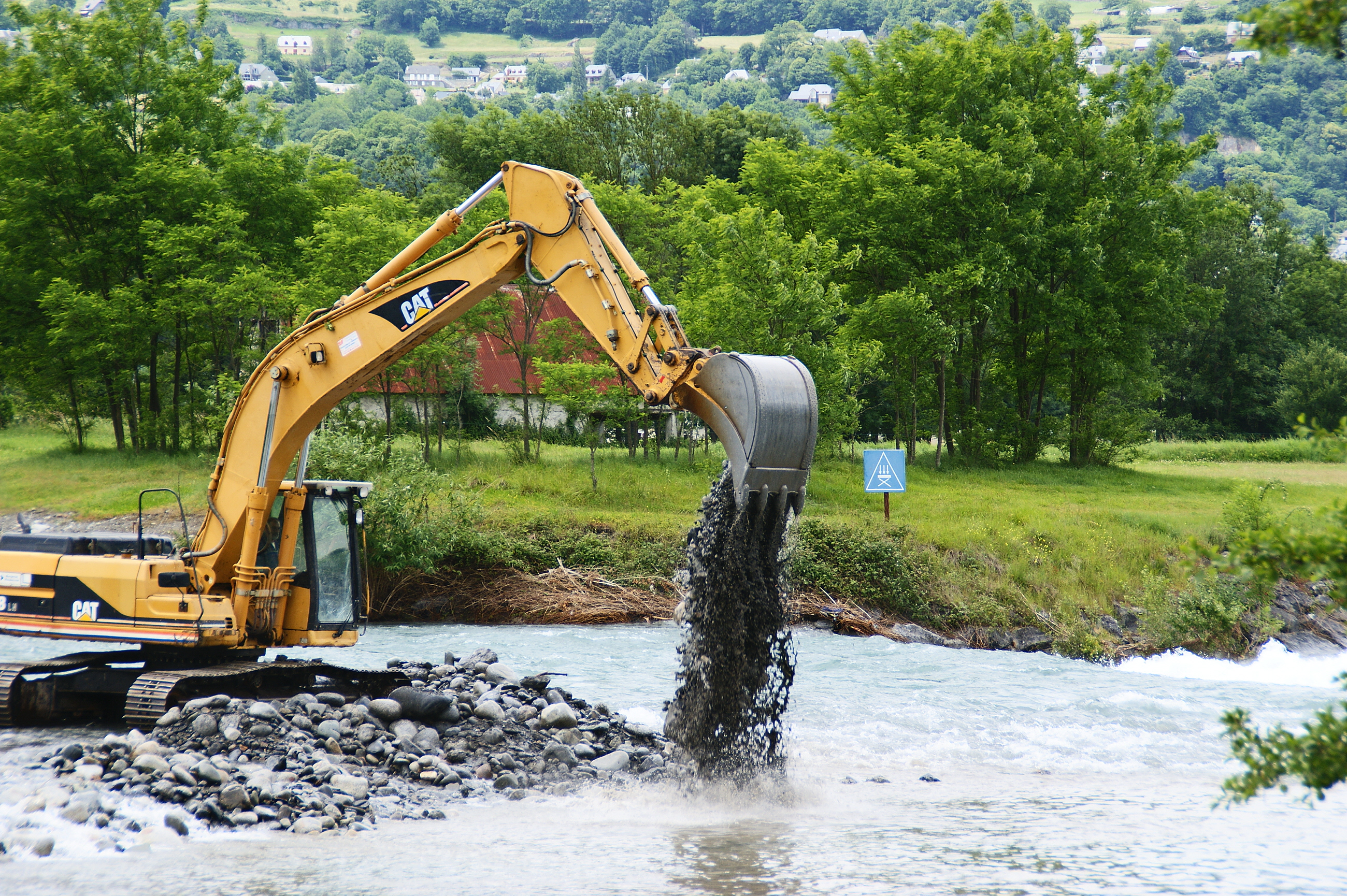
Des équilibres difficiles sont à trouver entre les besoins de naturalité nécessaire à la biodiversité et les aménagements de mise en sécurité (ici sur le gave de Pau près d'Argelès-Gazost dans les Hautes-Pyrénées).

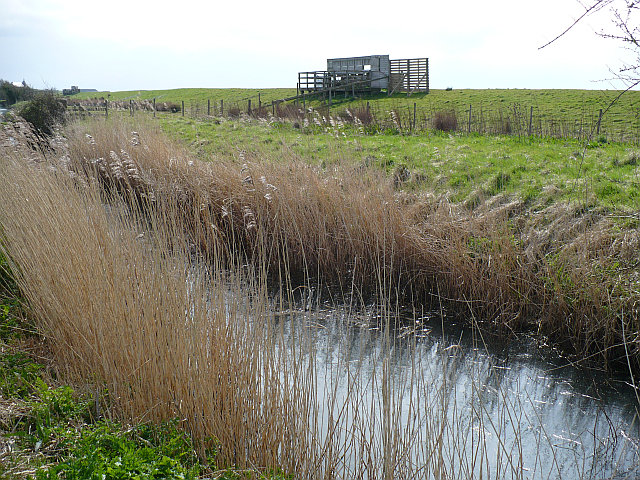
Des milieux semi-naturels tels que fossés, watringues, etc, et leur bordure sont aussi des éléments d'une trame bleue.

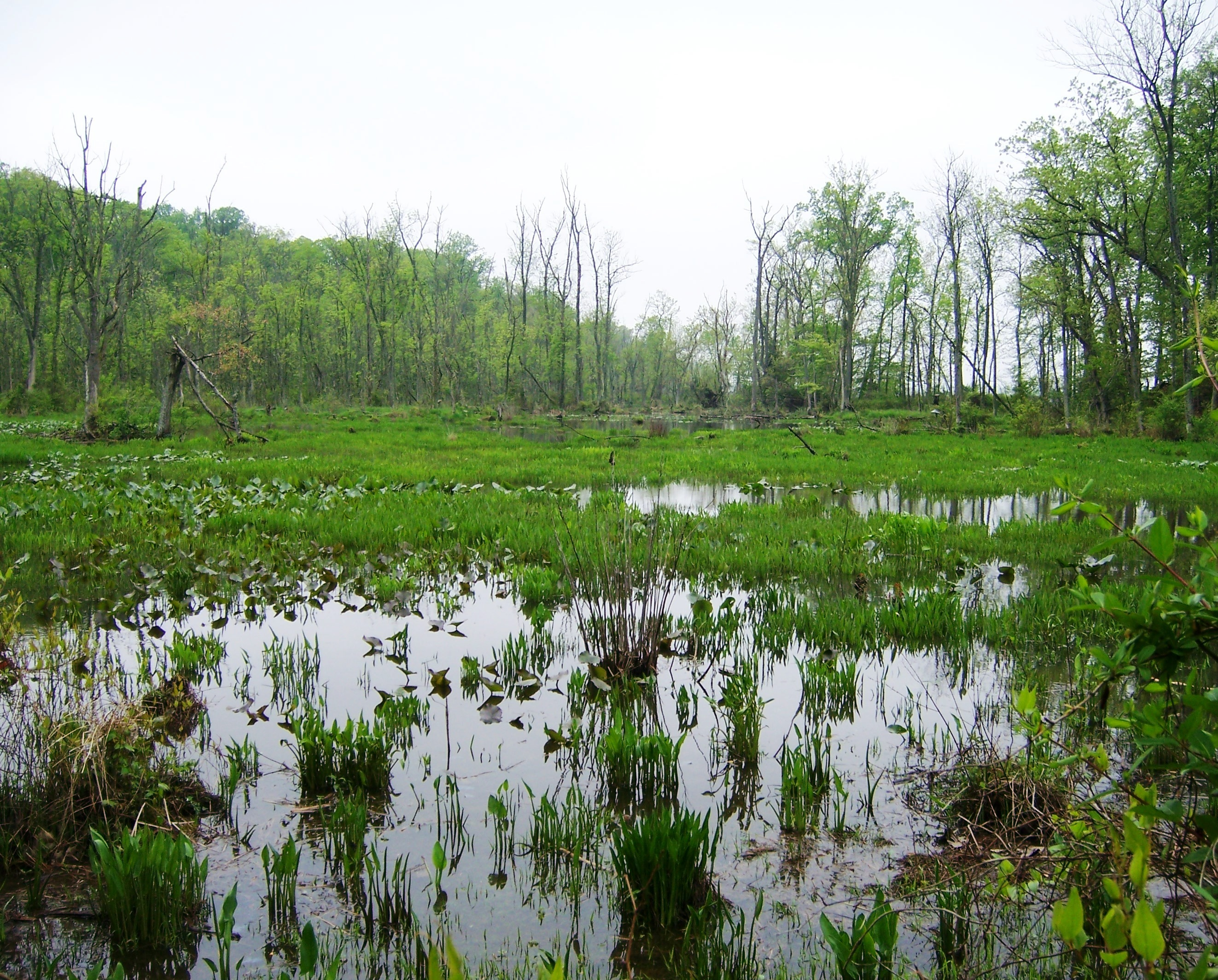
Les zones naturellement inondables sont également des éléments majeurs de ce réseau écologique particulier. C'est par exemple là que les brochets se reproduisent.

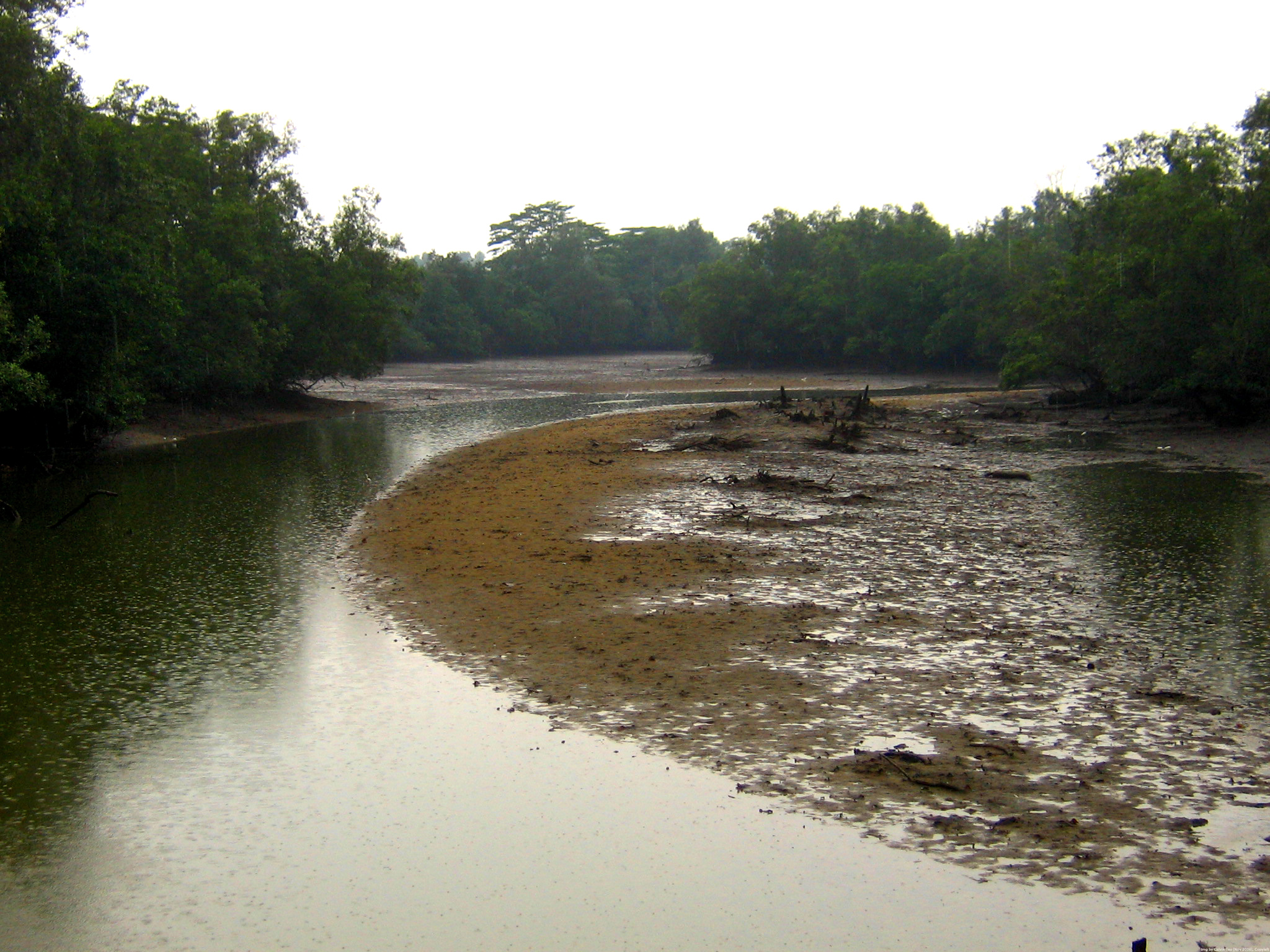
Les vasières, quand elles ne sont pas polluées sont aussi des habitats de première importance.

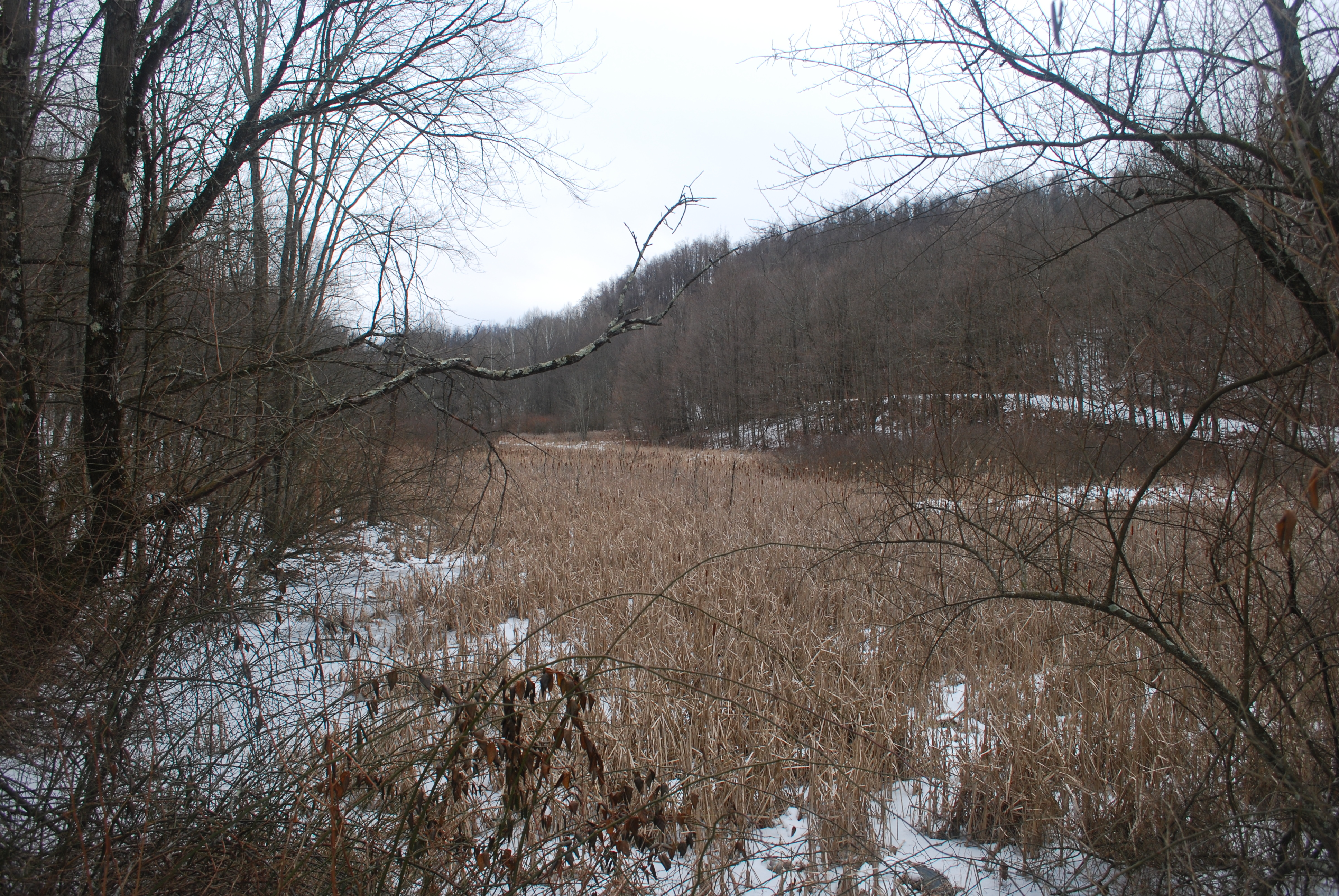
Les grandes zones humides sont souvent comme ici situées dans les vallées, mais il existe aussi un important réseau de zones humides alimentées par des nappes perchées, et un réseau hydrographique qui descend des montagnes jusqu'aux estuaires.

Le principe de cette trame, issu d'une large concertation est en accord avec divers conventions et accords mondiaux, plusieurs directives européennes, mais l'État, les collectivités et un grand nombre d'acteurs doivent encore le traduire et le décliner localement (cartographie ainsi qu'en stratégies locales concertées, et en gestion intentionnelle qui sera à évaluer aux échelles locales et globales.

Ce projet introduit pour la première fois dans le droit français la notion de continuité écologique. Il a été en 2009 traduit et proposé  dans une proposition de loi (dite « loi Grenelle II »), et divers documents ou projets d'orientation et guide méthodologique font l'objet en 2008 et 2009 de consultations et améliorations.
Sa mise en œuvre se déroulera sur plusieurs années et fait partie d'un ensemble de mesures pour la biodiversité, introduites ou précisées dans la loi Grenelle II (qui propose aussi une certification de la qualité environnementale des exploitations agricoles, renforce la protection des zones humides et de la qualité des eaux et admet -au travers d'une stratégie nationale de la mer - l'importance de la biodiversité marine dont la France est l'un des premiers responsables en termes de surface maritime (outre-mer) et de nombre d'espèces ou d'habitats concernés .

## Définition légale projetée de la trame bleue en France
Dans le langage courant, la trame bleue désigne les parties du réseau écologique national les plus directement aquatiques ou très dépendantes de la présence des cours d'eau et des zones humides.
Plus précisément, la loi dite Grenelle 2 définit la trame bleue comme reposant :
- « sur des cours d’eau, parties de cours d’eau, canaux classés pour la préservation de rivières de référence, de réservoirs biologiques et d’axes importants de migration pour les espèces amphihalines et pour le rétablissement de la continuité écologique » ;
- « sur certaines zones humides dont la préservation ou la restauration est considérée nécessaire à l’atteinte d’objectifs de la directive cadre sur l'eau (DCE) transcrits en droit français dans les schémas directeurs d’aménagement et de gestion des eaux (SDAGE) » ;
- « sur des compléments à ces premiers éléments identifiés dans les schémas régionaux de cohérence écologique comme importants pour la préservation de la biodiversité».

Des milieux artificiels ou semi-artificiels tels que ceux qui apparaissent sur les fonds de carrière en fin d'activité ou sur les terrains de dépôt de VNF peuvent être des éléments de la trame bleue. Certains font déjà l'objet d'actions et de gestion conservatoire.

### La notion de continuum
La continuité écologique des cours d'eau ne doit pas être confondue avec la notion de continuité physique (un cours d'eau naturel n'est pas un tuyau homogène et n'est pas figé dans l'espace ni dans le temps ; son niveau varie saisonnièrement il sinue en méandres ou en tresses ; il peut pénétrer un système karstique et ressortir plus loin en résurgence. Tantôt il s'évase, tantôt il se rétrécit spontanément, selon la pente et la dureté du substrat ou à la suite d'une accumulation d'embâcles naturels ou grâce aux travaux des castors (barrages de castors dans les hauts de bassins versants ou dans les plaines de l'hémisphère nord.De nombreux cours d'eau alimentent des lacs et en ressortent ; ils forment à plusieurs échelles une succession en alternance de sections lentiques et lotiques.
Selon N.E. Jones (2010), hydroécologue canadien les lacs et de leurs émissaires dans les réseaux fluviaux hiérarchiques et ramifiés devraient être plus étudiés par les écologues des eaux courantes, car « il se produit des changements rapides et prévisibles dans les caractéristiques écologiques des cours d’eau à la rencontre des lacs. L’influence que peut avoir un lac sur un cours d’eau dépend de sa position dans le cours d’eau, du type et de la taille du cours d’eau, de la taille et de la forme du lac et de la position du tributaire et de l’émissaire. On sait peu de choses sur l’influence de lacs multiples dans les réseaux de lacs et de rivières et sur l’effet de la forme et de l’organisation du réseau sur ces influences. La combinaison des efforts de limnologistes, d’écologistes des eaux courantes et d’écologistes du paysage pourrait produire des collaborations intéressantes et ouvrir de nouvelles perspectives. Les systèmes d’information géographique et les analyses de réseaux joueront un rôle important en synthétisant les caractéristiques du paysage aquatique et en créant une science prédictive des réseaux aquatiques ».
La continuité écologique ne doit pas non plus être seulement recherchée dans le sens longitudinal ; La « continuité latérale » ou "continuité hydro-écologique latérale"  est également très importante (pour l'anguille, le brochet et les amphibiens notamment, mais aussi pour les écosystèmes rivulaires et les « complexes humides » et « annexes hydrauliques » du cours d'eau). 
De même quand le substrat n'est pas imperméable, il existe aussi une continuité verticale et des échanges avec la nappe sous-jacente et ce qu'on nomme les compartiments sous-fluviaux, à prendre en compte.
La renaturation des berges, le retour du castor et de ses barrages peuvent par exemple y contribuer.

La continuité transversale est généralement définie comme (« continuum existant naturellement entre le lit mineur et le lit majeur composé de zones humides/inondable (...) essentielle pour la fonctionnalité des contextes salmonicoles car les zones humides/inondables participent à la régulation des débits, à l'épuration de l’eau, à la diversité les habitats, etc.  Ces fonctions jouent un rôle primordial dans les contextes cyprinicoles car certaines espèces de poissons, telles que le Brochet, sont inféodés à la mise en eau des zones inondables pour réaliser leur reproduction ». Ceci demande d'accepter de retrouver une submersion naturelle et périodique du lit majeur .

## Objectifs
La restauration et la protection d'une trame bleue écologiquement cohérente, est l'un des moyens et l'une des conditions d'une reconquête environnementale effective, visant le « bon état écologique » des milieux et habitats naturels en 2015 (objectif des SDAGE auxquels la trame bleue est renvoyée par la loi Grenelle II telles que présentées dans le projet de loi de 2009).
Son principal objectif est de permettre à la trame verte et bleue d'enrayer la perte de biodiversité, qui nécessite la préservation et à la restauration des continuités écologiques fonctionnelles entre milieux naturels, et en particulier des milieux aquatiques et humides.
C'est aussi en France l'un des moyens de décliner localement la Directive cadre sur l'eau, le réseau écologique paneuropéen et la Loi sur l'eau et les milieux aquatiques.
C'est un réseau écologique, une trame, un maillage visant l'intégrité écologique, et non une simple collection de milieux protégés ou à protéger. L'exposé des motifs de la loi précise et reconnait que « les avancées scientifiques en matière de biologie de la conservation démontrent les limites et les insuffisances des politiques traditionnelles de création d'espaces protégés (quel que soit leur statut juridique), focalisées sur des espèces ou des habitats remarquables ». Le législateur y explique que pour protéger la biodiversité, « il est désormais indispensable de raisonner en termes de maillage et de fonctionnalité des écosystèmes à une très large échelle spatiale, intégrant d'une part la mobilité des espèces et dans une moindre mesure des écosystèmes, mais aussi la biodiversité ordinaire ».
Elle devrait être en France être traduite dans le Droit de l'environnement par un futur titre VII du livre III du Code de l’environnement, intitulé  « Trame verte et trame bleue » précisant que cette trame, comme la trame verte a pour objectif « d'enrayer la perte de biodiversité en participant à la préservation et à la restauration des continuités écologiques entre les milieux naturels » (qui sont aussi des objectifs de l'Union européenne et de l'ONU).
L'art. L. 371-1. - I du projet de Loi n° 155 (2008-2009) déposé au Sénat le 12 janvier 2009 précisait qu'« à cette fin, ces trames contribuent à  :
- Diminuer la fragmentation et la vulnérabilité des habitats naturels et habitats d’espèces
- Identifier et relier les espaces importants pour la préservation de la biodiversité par des corridors écologiques ;
- Atteindre ou conserver le bon état écologique ou le bon potentiel des eaux de surface ;
- Prendre en compte la biologie des espèces migratrices ;
- Faciliter les échanges génétiques nécessaires à la survie des espèces de la faune et de la flore sauvage ;
- Améliorer la qualité et la diversité des paysages ;
- Permettre le déplacement des aires de répartition des espèces sauvages et des habitats naturels dans le contexte du changement climatique ».

Ce même projet de loi précise que la « trame bleue » comprend :
- « 1° Les cours d’eau, parties de cours d’eau ou canaux figurant sur les listes établies en application des dispositions de l’article L. 214-17 ;
- « 2° Tout ou partie des zones humides dont la préservation ou la restauration contribue à la réalisation des objectifs visés au IV de l’article L. 212-1 ;
- « 3° Les cours d’eau, parties de cours d’eau, canaux et zones humides importants pour la préservation de la biodiversité et non visés au 1° ou au 2° ci-dessus (et qui doivent être identifiés par les schémas mentionnés à l’article L. 371-3 du Code de l'environnement).

La loi entrainera des modifications du code de l'urbanisme pour intégrer la Trame bleue dans les documents d'urbanisme.
Pour plus de détails, Voir les modifications projetées du Code de l'urbanisme, pour y intégrer la trame verte.

## Méthode d'élaboration
La trame bleue, telle que présentée ou prévue en 2009, s'est appuyée sur les connaissances scientifiques disponibles, notamment réunies pour l'élaboration des SDAGE et le Grenelle de l'environnement. A l'occasion de ce Grenelle, des travaux de groupes ont ainsi eu lieu pendant plus de deux ans, avec un Comité Opérationnel (COMOP) « Trame verte et bleue », notamment assistés par les scientifiques du Muséum national d'histoire naturelle et de l'ONEMA et par de nombreux experts du domaine de l'eau.

## Mise en œuvre administrative
En 2009, la trame bleue n'est pas encore totalement fixée ni déclinée localement aux échelles fines du territoire. Elle fait appel à un large partenariat, en associant notamment les compétences de la nouvelle Agence des aires marines protégées, du Conservatoire du littoral, des Conservatoires d’espaces naturels, des Parcs nationaux, Parcs naturels régionaux et Réserves naturelles (via Réserves naturelles de France et via les régions responsables des réserves naturelles régionales), de l'ONEMA et de l'ONCFS (Office national de la chasse et de la faune sauvage), de l'Office national des forêts, du Réseau des Grands sites de France, de Rivages de France, etc.
Une concertation transfrontalière sera localement nécessaire, pouvant s'appuyer sur des structures déjà existantes.
Les documents d’aménagement de l’espace ou d’urbanisme devront prendre en compte cette trame, en prenant en compte de deux documents cadres :
1. des « Orientations nationales pour la préservation et la restauration des continuités écologiques ». 
Deux premières versions de ce document (la seconde étant datée du 10 avril 2009) ont été élaborées par l’État « en concertation avec les collectivités territoriales, des partenaires socioprofessionnels, des comités de bassin, des associations de protection de l’environnement agréées concernées et (…) de personnalités qualifiées en raison de leurs compétences en matière de protection de l’environnement ». Ces orientations sont soumises aux observations du public et des collectivités, avant adoption par décret en Conseil d’État. Ce document a été notamment fondé sur les connaissances scientifiques disponibles en matière de biodiversité et d'écologie du paysage et d’inventaire du patrimoine naturel [9] et des avis d’experts. Ce document-cadre inclut :
  - une « présentation des choix stratégiques de nature à contribuer à la préservation et à la restauration des continuités écologiques » ;
  - un « guide méthodologique » qui identifie « les enjeux nationaux et transfrontaliers relatifs à la préservation et à la restauration des continuités écologiques » et inclut un volet relatif à l’élaboration des « schémas régionaux de cohérence écologique »[10] ;
2. un « Schéma régional de cohérence écologique[11]» ou SRCE dont le projet est élaboré par le Conseil régional et l’État, sur les bases scientifiques disponibles, avec des experts et le conseil scientifique régional du patrimoine naturel, dans le respect des orientations nationales mentionnées à l’article L. 371-2 ainsi que dans le respect des SDAGE (schémas directeurs d’aménagement et de gestion des eaux). Cette élaboration se fait en associant les conseils départementaux, les groupements de communes compétents en matière d’aménagement de l’espace ou d’urbanisme ou, à défaut, les communes dotées d’un plan d’occupation des sols ou d’un plan local d'urbanisme[12], les Parcs nationaux, les Parcs naturels régionaux, les associations de protection de l’environnement agréées concernées, et des représentants des partenaires socioprofessionnels intéressés. 
 Ce SRCE comprend notamment, outre un résumé non-technique :
  - les enjeux régionaux relatifs à la préservation et à la restauration des continuités écologiques ;
  - les espaces naturels, les corridors écologiques, ainsi que les cours d’eau, parties de cours d’eau, canaux ou zones humides identifiés comme éléments de la trame verte et bleue [13] ;
  - une cartographie comportant la trame verte et la trame bleue  [14] ;
  - les mesures contractuelles nécessaires pour préserver et « en tant que de besoin » restaurer la « fonctionnalité des continuités écologiques ».

Le projet et les avis seront soumis à enquête publique par le préfet de région, puis éventuellement modifié pour tenir notamment compte des observations du public, avant d'être soumis à délibération du Conseil régional, puis adopté par arrêté du préfet de région qui les portera à la connaissance des communes ou de leurs groupements compétent en matière d'urbanisme et les tiendra à disposition du public.
Selon la loi, ces deux documents cadres doivent être pris en compte par les documents de planification et les projets nationaux (dont les grandes infrastructures linéaires de l’État et de ses établissements publics). Ceux-ci doivent préciser les mesures compensatoires nécessaires à la compensation des « atteintes aux continuités écologiques que la mise en œuvre de ces documents de planification, projets ou grandes infrastructures linéaires sont susceptibles d'entraîner ».
Il est prévu qu'un décret donne ensuite un certain délai à une « autorité administrative compétente » pour évaluer les résultats de l'application du premier document-cadre en termes de préservation et de restauration des continuités écologiques, et pour décider de son maintien ou d'une éventuelle révision (la caducité de ce document-cadre n'entrainant pas celle des schémas régionaux de cohérence écologique, précise la loi). 
Les SRCE après un certain délai (fixé par décret) feront quant à eux l'objet d'une analyse conjointe des présidents de conseils régionaux et des préfets de région pour évaluer les effets de leur mise en œuvre sur la préservation et la restauration des continuités écologiques. Après quoi les conseils régionaux délibèreront sur leur poursuite ou révision. Le préfet de région se prononcera dans les mêmes termes via une décision préfectorale. Sans décisions ou délibérations concordantes, le schéma sera caduc et devra être révisé selon la même procédure que pour son élaboration.

### Fonctions particulières dévolues aux départements volontaires
Le projet de loi précise que (dans le respect des règles de la commande publique) les conseils départementaux peuvent être maître d’ouvrage, ou  assistant à maître d’ouvrage pour tous travaux contribuant à préserver ou à restaurer les continuités écologiques de la trame verte et bleue d'un SRCE (schéma régional de cohérence écologique) adopté. Pour des missions autres que celles d’assistance à maître d’ouvrage, ils peuvent aussi mobiliser le produit de la taxe départementale sur les espaces naturels sensibles (TDENS).
Des dispositions particulières sont proposées pour la Corse et l'outre-mer
respectivement via le plan d’aménagement et de développement durable de Corse et via le schéma d'aménagement régional en Outre-mer  doit inclure les orientations nationales sur la trame verte et vaudra également SRCE. Si un schéma d’aménagement régional était approuvé avant l'approbation des orientations nationales, il serait modifié dans un délai de cinq ans après son approbation. À Mayotte, c'est le plan d’aménagement et de développement durable qui devra intégrer les orientations nationales pour la préservation et la restauration des continuités écologiques mentionnées. Ces trois documents vaudront SRCE.

### Aspects transfrontaliers
Les collectivités frontalières (régions, départements) doivent se rapprocher de leurs homologues frontaliers pour coélaborer le réseau écologique à protéger et veiller à ce que les corridors écologiques d'un pays soient écologiquement correctement connectés.
La France est associée à plusieurs projets transfrontaliers, dont à titre d'exemple :
- le Parc naturel transfrontalier du Hainaut, qui implique notamment l'Escaut (qui irrigue sept régions et trois pays) ;
- le Réseau natura 2000 et Natura 2000 en mer ;
- les enjeux particulièrement forts pour la Nouvelle-Calédonie et ses récifs coralliens ainsi que pour la Guyane qui abrite des diversités biologique parmi les plus élevées au monde.

La protection des écosystèmes aquatiques de Guyane nécessitera par exemple un travail commun avec le Surinam et le Brésil, en particulier concernant le contrôle des dégâts de l'orpaillage (illégal et légal).